# Eduardo Guinle
Eduardo Palassin Guinle (Porto Alegre, 18 de março de 1844 – Rio de Janeiro, 10 de março de 1912) foi um empreiteiro, industrial e banqueiro brasileiro. 
Foi o patriarca dos Guinle no Brasil, uma das famílias mais ricas do país entre o Império e os governos militares. A proximidade do poder na então capital federal, o Rio de Janeiro, favoreceu sobremaneira os negócios da família Guinle, que explorou por noventa anos o Porto de Santos e executou diversas obras públicas no país. Alguns apontam que a transferência da capital para Brasília teria sido uma das causas da derrocada financeira do clã.

## Família
Eduardo era filho dos imigrantes franceses, Jean-Arnauld Guinle e Josephine Désirée Bernardine Palassin, que emigraram para o Uruguai e depois para o Brasil.
Casou-se, em Porto Alegre, com Guilhermina Coutinho da Silva (1854–1925), filha de Sebastião Coutinho da Silva e da brasileira descendente de italianos Francesca Tubino. Tiveram os seguintes filhos:
- Luís Guinle, deputado federal pelo Rio de Janeiro, não se casou;
- Eduardo Guinle, casado com sua prima Branca Coutinho Ribeiro;
- Guilherme Guinle, político e diplomata na Itália;
- Carlos Guinle, casado com Gilda de Oliveira Rocha e pai de Jorginho Guinle;
- Arnaldo Guinle, empresário, não se casou, nem teve descendentes;
- Celina Guinle, casada com o aristocrata Linneo de Paula Machado;
- Octávio Guinle, fundador do Copacabana Palace, avô da atriz Guilhermina Guinle;
- Heloísa Guinle, casada com seu primo Samuel Ribeiro (irmão mais velho de Branca), sem descendentes.

## Companhia Docas de Santos
Com a inauguração da São Paulo Railway em 1867 ficou ainda mais importante o desenvolvimento do porto de Santos. Após tentativas fracassadas de outros empreendedores, os sócios liderados por Eduardo Guinle e Cândido Gaffrée venceram a concessão em 1886. O contrato, celebrado em 1888, deu a eles monopólio durante 39 anos (prorrogado em 1890 por 90 anos). Em novembro de 1980 acabou a concessão que passou para a CODESP. A empresa ainda existe e hoje se chama Docas Investimentos.

## Ancestrais
Filho de imigrantes franceses, da região dos Altos Pirenéus, sua família tinha origem na aristocracia rural francesa, rebaixada, no século XVI, por suas convicções huguenotes, em oposição à rainha Catarina de Médici; Jean-Arnauld, pai de Eduardo, casou-se em 1843, em Montevidéu, com Josephine Palassin. Eduardo, único filho destes, foi casado com Guilhermina Coutinho da Silva, filha de Sebastião Coutinho da Silva (natural de Montevidéu, filho de pais espanhóis), e Francesca Tubino, natural de Gênova.

## Homenagens
Há uma rua com seu nome em Botafogo, Rio de Janeiro. Além disso, há uma rua com o nome de sua esposa (Rua Guilhermina Guinle) e um busto, dedicado à Eduardo, no Copacabana Palace. Há também um estádio de futebol em Nova Friburgo (região serrana do Rio de Janeiro) com o seu nome.